# Karl Otto von Freymann

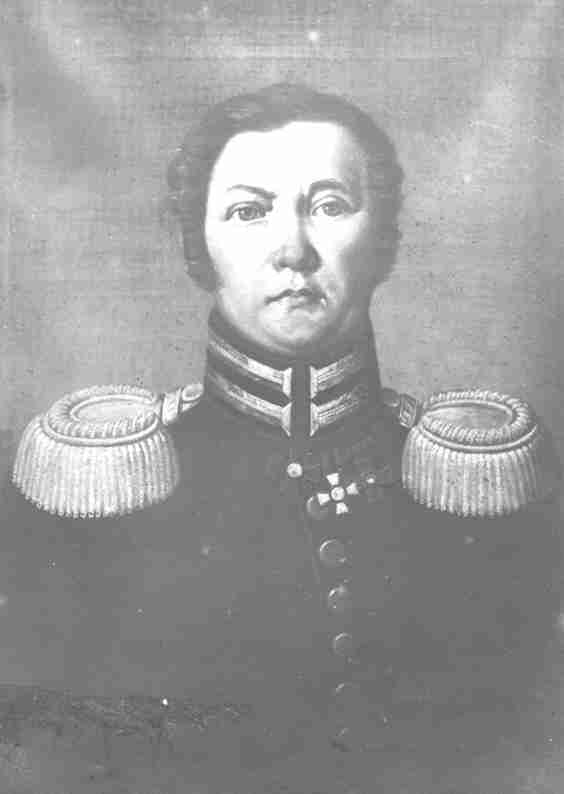
Karl Otto Friedrich von Freymann a.d.H. Nursie

Karl Otto Friedrich von Freymann a.d.H. Nurmie, auch Carl Otto von Freymann, russisch Отто Оттович фон Фрейман (* 6. Juni 1788 in Ligaste, Estland; † 20. Dezember 1858 in Kiew) war ein baltisch-russischer Adeliger und russischer Generalleutnant der Ingenieurtruppen.

## Leben
Karl Otto wuchs gemeinsam mit seinen Brüdern und einigen Vettern in Alt-Nursie auf. Der Hauslehrer Christian Friedrich Gnüchtel erteilte ihnen Unterricht, schon früh begann er mit soldatischen Übungen im Reiten und Fechten und startete, wie seine Brüder Rudolph Friedrich (1786–1850), Georg Gustav (* 1789) und Hermann Jacob (1791–1865), seine militärische Ausbildung im II. Kadettenkorps zu Sankt Petersburg. Am 10. August 1803 wurde er zum Unterleutnant befördert und diente im Sankt Petersburger Ingenieurkorps.
Am 25. März 1805 wurde er nach Georgien abkommandiert und nahm an den Kämpfen gegen den antirussischen Aufstand der Georgier teil. In diesem Einsatz zeichnete er sich durch Tapferkeit und Mut aus und erhielt eine Verletzung am rechten Oberschenkel. Am 27. November 1805 wurde er zum Leutnant und am 20. September 1811 zum Kapitän befördert.
Am 12. Mai 1814 wurde er in das Ingenieurkommando nach Riga versetzt und am 1. Dezember 1817 zum Oberstleutnant befördert. Mit Wirkung vom 6. Juni 1818 wurde er zum Adjutanten des Leiters des Livländischen Ingenieurbezirks ernannt und übernahm zum 16. August 1819 die Kommando über das Rigaer Ingenieurkommando. Es folgte am 8. Januar 1827 die Beförderung zum Oberst. Er übernahm am 12. Dezember 1829 die Leitung des Rigaer Ingenieurbezirks und wurde in dieser Dienststellung am 7. April 1835 zum Generalmajor befördert. Am 11. August 1836 wurde er zum Befehlshaber des Kiewer Ingenieurbezirks ernannt und übernahm die Führung beim Aus- und Umbau der Kiewer Festung, in dieser Funktion wurde er am 6. Dezember 1847 zum Generalleutnant befördert. In dieser Zeit wurde er auch mit dem Vorsitz der Kommission zum Aufbau des Kiewschen Kadettenkorps betraut.
Schon kurz nach seinem 50. Dienstjubiläum reichte Generalleutnant von Freymann seinen Abschied ein, dieser wurde angenommen und er erhielt das Privileg weiterhin die Uniform tragen zu dürfen, dieses stand in Verbindung mit einer angemessenen Pensionszahlung. Er starb am 18. Dezember 1858 und wurde auf dem evangelischen Friedhof in Kiew beigesetzt.

## Auszeichnungen
Insgesamt erhielt Karl Otto zweiundzwanzig persönliche Auszeichnung in Form von finanziellen Gratifikationen, Privilegien sowie Orden und Ehrenzeichen:
- 1805 Orden des Heiligen Wladimir (4. Klasse mit Schleife)
- 1826 Russischer Orden des Heiligen Georg (4. Klasse)
- 1827 Russischer Orden der Heiligen Anna (2. Klasse)
- Am 2. April 1833 erhielt er einen Brillantring mit allerhöchstem Namenszug des Zaren für die Erbauung des neuen Arsenals und Packhauses in Riga.
- 1839 Russischer Orden der Heiligen Anna (mit Krone)
- 1840 Sankt-Stanislaus-Orden (1. Klasse)
- 1845 Russischer Orden der Heiligen Anna (1. Klasse)
- 1849 Russischer Orden der Heiligen Anna (mit Krone)
- 1852 Orden des Heiligen Wladimir (3. Klasse)
- Anlässlich seines Dienstjubiläums im Jahr 1853 erhielt er von Zar Nikolaus I. das Privileg, dass sämtliche Großsöhne Karl Ottos auf Staatskosten im Pagenkorps seiner Majestät erzogen werden.

## Herkunft und Familie
Karl Otto v. F. stammte aus dem baltischen Adelsgeschlecht von Freymann (Linie II. Haus Nursie). Sein Vater war Otto Reinhold von Freymann (1760–1820), der mit und seiner Gattin Juliane Jacobine von Stackelberg (* 1788) verheiratet war. 1817 heiratete Karl Otto in erster Ehe Charlotte Helene von Torklus (1801–1846), sie hatten folgende Nachkommen:
- Nikolai Johann Samuel von Freymann (* 1817 in Riga; † 1846 in Kiew), russischer Beamter
- Alexander Heinrich Otto von Freymann (* 1819 in Riga), russischer Kapitän
- Rudolph Karl Ernst von Freymann  (1821–1906), Generalmajor
- Karl Gustav von Freymann (* 1822 in Riga; † 1913 in Wilna), Schulbezirksdirektor
- Charlotte Elisabeth Anna (1823–1825)
- Otto Ferdinand Magnus von Freymann (* 1824 in Riga; † 1840 in Sankt Petersburg)
- Olga Anna Ottilie von Freymann (* 1825 in Riga; † 1885 in Sankt Petersburg)
- Marie Caroline Ernestine Auguste (* 1830 in Riga; † 1899 in Brakila, Finnland) ⚭ Alexander Friedrich von Döring (1829–1896), Ingenieur-Generalleutnant

In zweiter Ehe heiratete er 1850 Julie Caroline Constance von Schwarz (1811–1884), aus der die Tochter Julie Elise (* 1851 in Kiew) hervorging.